# ISO 3166-2:KY
Kódy ISO 3166-2 pro Kajmanské ostrovy neidentifikují žádné regiony (stav v roce 2015).